# Битва при Фэй
Битва при Фэй (кит. 肥之战) — сражение между царствами Чжао и Цинь, которое произошло в 233 году до н.э в период Сражающихся царств.

## Предыстория
В 234 году до н. э. силы царства Цинь одержали победу над Чжао в Пинъяне. В 233 году до нашей эры армия Цинь во главе с Хуанем Ци начала марш от Шаньданя, то есть с юга и неожиданно атаковала армию Чжао с тыла. Циньцы одержали полную победу, командующий войсками Чжао — Ху Чжэ был убит в бою, а 100 тысяч чжаоских солдат были убиты, включая всех пленных, казненных циньцами после сражения.

## Сражение
Главнокомандующим силами Чжао был назначен Ли Му, отличившийся в защите северных границ от хунну.
Армия Ли Му двинулась из Ханьданя на Иань, занятый Цинь. Зная, что боевой дух циньских воинов после одержанных предыдущих побед весьма высок, Ли Му приказал своим войскам укрепиться близ города, ожидая вероятной атаки противника. Поскольку войска Цинь были плохо укреплены в Иане, циньский командующий Хуань Ци отправил войска в сторону обороняемого чжаосцами города Фэй, надеясь тем самым отвлечь армию противника к нему. Помощник главнокомандующего генерал Чжао Цун предложил Ли Му послать подкрепления к защитникам Фэй, но Ли Му отказался это сделать.
После того как большая часть армии Цинь двинулась к Фэй, Ли Му воспользовался открывшейся возможностью и внезапно атаковал лагерь противника, где осталась меньшая часть циньского войска. Разгромив циньцев и взяв множество пленных, армия Чжао захватила лагерь и находившиеся в нём запасы, тем самым вынудив войска Цинь вернутся под Иань. Предугадав возвращение циньцев к лагерю, Ли Му устроил на их пути большую засаду, в которую попало все войско Цинь. Армия Цинь в ходе сражения была окружена и почти полностью уничтожена. Потери циньцев составили более 100 000 человек. Хуань Ци смог вырваться из окружения, но поскольку обычной карой для потерпевших поражение циньских полководцев была смерть, опасаясь возмездия от правителя Цинь, бежал в царство Янь. За одержанную победу Ли Му был удостоен чжаоским ваном чрезвычайно высокого звания «уань-цзюнь» (правитель, умиротворяющий оружием).